# Мигунов, Александр Борисович
Александр Борисович Мигунов (1883—1953) — русский и советский военный деятель, военный топограф РИА, генерал-майор технических войск РККА (28.04.1943).

## Биография
Родился 9 апреля 1883 года в городе Кромы Орловской губернии.
Первоначально учился в землемерном училище, затем в 1904—1906 годах обучался в Военно-топографическом училище.
В 1906—1907 годах служил в 1-м лейб-гренадерском Екатеринославском полку. Затем в 1907—1911 годах в чине поручика находился в Одессе на съемке Юго-Западном пограничном пространстве. В 1911—1918 годах являлся производителем топографических работ Иркутского военно-топографического отдела и в 1915 году привлекался к съемкам в Забайкальской области. В эти же годы (1916—1918) был прикомандирован к съемке Петроградской губернии и Финляндии.
После Октябрьской революции продолжил военную службу в РККА. С 1918 года был младшим производителем топографических работ, с апреля 1920 года — старшим производителем топографических работ 1-й военно-топографической съемки. В 1922—1923 годах — начальник съемочной партии 12-го военно-топографического отряда; в 1923—1924 годах — помощник начальника 11-го военно-топографического отряда; в 1924—1925 годах временно исполнял обязанности начальника, а с 3 мая 1924 года — помощник начальника 7-го военно-топографического отряда. В 1924 году Александр Мигунов был делегатом 1-го съезда военных топографов.
В 1925—1926 годах Мигунов — помощник начальника 5-го военно-топографического отряда; в 1926—1932 годах — командир 2-го военно-топографического отряда; в 1932—1934 годах — помощник начальника картографического отдела Военно-топографического управления (ВТУ) и заместитель начальника картографического отделения 7-го отдела ВТУ; в 1934—1942 годах — начальник Московской картографической части.
А. Б Мигунов в период Великой Отечественной войны (1942—1945 годы) был начальником топографического отдела Закавказского военного округа, одновременно в 1942—1943 годах был начальником картографической части в Ростове-на-Дону.
После окончания войны и до конца жизни служил начальником топографического отдела штаба Московского военного округа.
Умер 16 января 1953 года в Москве. Похоронен на Введенском кладбище. участок 23, родственное захоронение.
Был женат на Анне Петровне Мигуновой (Дубашевская, 1884—1961), отец Екатерины Мигуновой — советской лётчицы Великой Отечественной войны.
Был награждён орденами Ленина и Красного Знамени, двумя орденами Красной Звезды, орденом Отечественной войны 1-й степени и медалями, в числе которых «За оборону Москвы» и «За оборону Кавказа».